# الریان
شهر الریان (به عربی: الریان) مرکز شهرداری الریان واقع در کشور قطر است. جمعیت این شهر ۳۹۲٫۴۲۸ نفر است. این شهر یکی از مکانهای پیشنهادی برای برگزاری جام جهانی ۲۰۲۲ است.

## نام
نام شهر ریشهٔ کلمهٔ عربی «ری» است. علت، نامگذاری، این شهر آن است که در فصل بارانی به دلیل ارتفاع کم آن ناحیه الریان تبدیل به دشت سیلابی می‌شود و در طی مدت آب را به گیاهان متعدد وحشی که در این منطقه رشد کرده‌است فراهم می‌کند.

## تاریخ
قبل از گسترش کلان‌شهر الریان، مناطق اصلی از الریان قدیم و الریان جدید عبارت بودند. الریان قدیم شامل بسیاری از روستاهای سنتی بود، الریان جدید شامل بسیاری از ویلاهای بزرگ بود که توسط اعضای خانواده حاکم قطر، الثانی، اشغال شده بودند. همان‌طور که شهر الریان رشد کرد، تمام شهرک‌های شرقی شهرداری به عنوان ولسوالی‌های شهر گنجانده شدند.

## مدیریت

### ولسالی‌ها
دو ناحیه اصلی مرکز تاریخی شهر را تشکیل می‌دهد: الریان قدیم در شمال شهرداری و الریان جدید در جنوب شهرداری. در محدوده شهر، چندین ولسوالی توسط وزارت شهرداری و محیط زیست تعیین شده‌است. ولسوالی‌ها عبارتند از:
- بو هامور
- العزیزیة
- الغرافة
- اللقطة
- الوعب
- الوجبة
- غرافة الریان
- مریخ
- لوعیب
- محیرجة
- بعیا
- لبدیع
- الشقب‎/المدینة التعلیمیة (شهر آموزش ، اجوکشین سیتی)

### حکومت محلی
هنگامی که انتخابات آزاد شورای مرکزی شهرداری در سال ۱۹۹۹ در قطر برگزار شد، شهر الریان به دو حوزه انتخاباتی تقسیم شده بود: شماره ۱۸ که الریان الجدید به عنوان نماینده آن بود، و شماره ۱۹ که الریان القدیم بود به عنوان نماینده آن. دو انتخابات تا انتخابات پنجم در سال ۲۰۱۵ مستقل از یکدیگر بودند زمانی که با حوزه انتخابیه شماره ۱۴، ادغام شدند، به عنوان یکی از صندلی‌ها، مستقل از یکدیگر شدند. همچنین در حوزه انتخابیه خود شامل لبدیع و اللقطة و الشقب است.

## نشانه‌ها

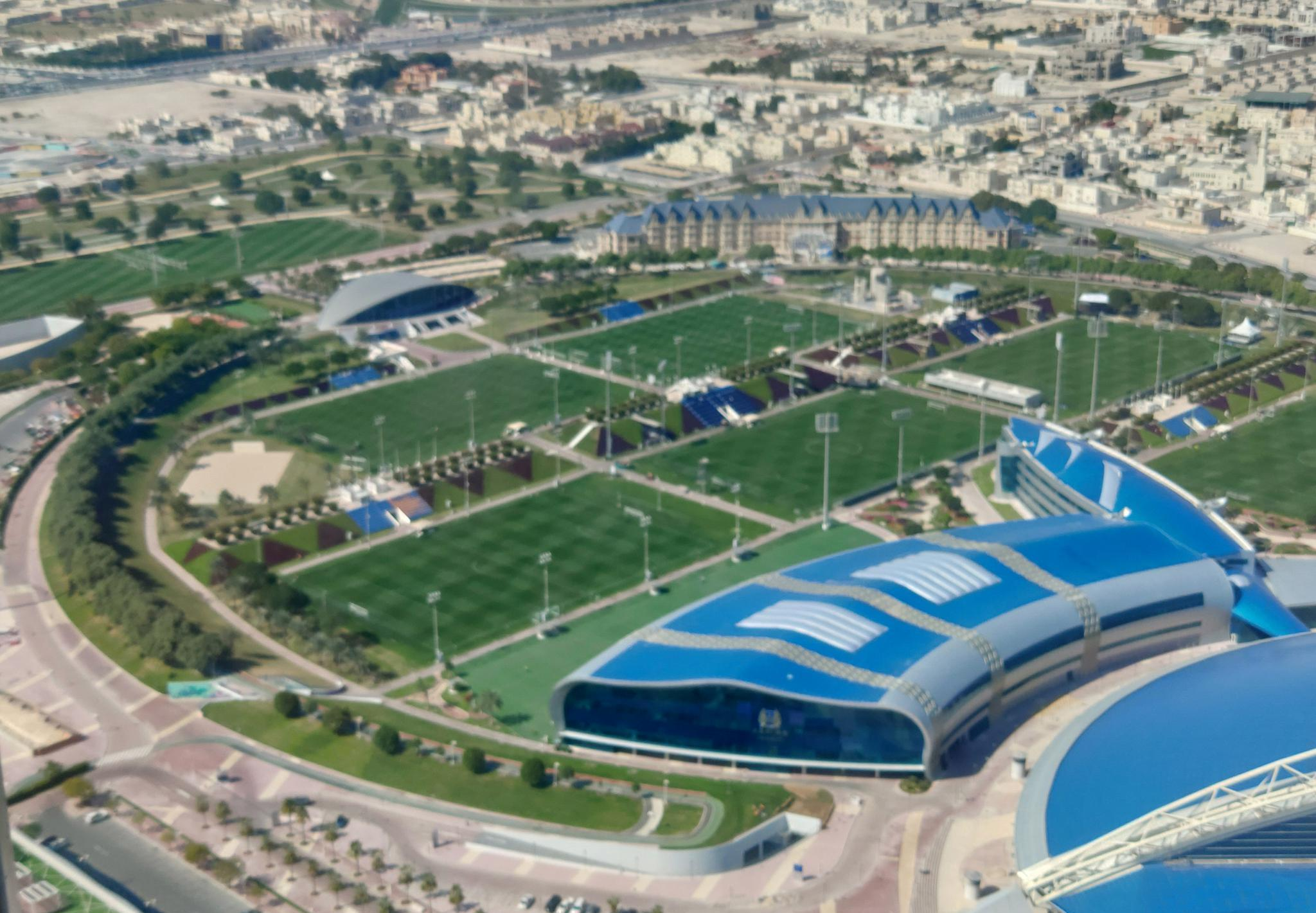
شهر الریان

### محدوده شهر
ورزشگاه بین‌المللی خلیفه که یکی از اولین ورزشگاه‌های بزرگ قطر است در سال ۱۹۷۶ در شهر الریان ساخته شد، و مدتی بعد در منطقه شهر اسپایر (عربی: مدینة اسبایر) یا شهر ورزشی (عربی: المدینة الریاضیة) گنجانده شد. منطقه اسپایر در ناحیه الوعب واقع شده و آکادمی اسپایر را در اختیار خود دارد. مرکز خرید ویلاجیو و باغ وحش دوحه نیز در منطقه الوعب واقع شدهاند. شهر آموزش، و پارک علم و فناوری قطر، و سایر امکانات بنیاد قطر در مناطق الغرافه، غرافة الریان و الشقب واقع شده‌است.

### الریان القدیم
دفتر مرکزی شهرداری همچنین که اداره امنیتی الریان و مرکز اورژانس کودکان الریان در ناحیه الریان القدیم مستقر هستند. در ۴ اکتبر ۱۹۸۲ کتابخانه عمومی الریان به‌طور رسمی در الریان القدیم توسط وزیر آموزش محمد بن حمد بن عبدالله آل ثانی افتتاح شد.

### الریان الجدید
فدراسیون سوارکاری قطر در الریان الجدید ایستگاه‌های خود را حفظ و عرصه در فضای باز حفظ می‌کند. فدراسیون سوارکاری قطر در سال ۱۹۷۵ تأسیس شد و عرصه آنها می‌توانست ۱۵۰۰ نفر را نگه دارد. این اصلی‌ترین اسب سواری کشور است. این محل اصلی برای مسابقه اسب است. پارک الریان در سال ۲۰۰۴ در یک منطقه مسکونی در خیابان العطوریة افتتاح شد. این پارک دارای مساحتی معادل ۸۸۲۷ متر مربع می‌باشد. امکانات این پارک شامل یک زمین بازی کودکان و یک کافه تریا است. گیاهان برجسته شامل خرما و گیاهان از جنس ماله و ژاتروفا است.

## حمل و نقل
در حال حاضر ایستگاه متروی زیرزمینی الریان القدیم در حال ساخت است و در مرحله اول در سال ۲۰۲۰ راه اندازی خواهد شد. پس از تکمیل، بخشی از خط سبز مترو دوحه خواهد بود. یکی دیگر از ایستگاه‌های متروی زیرزمینی در الریان الجدید در مرحله ۲-ب راه اندازی خواهد شد و همچنین به خط سبز مترو دوحه کمک خواهد کرد.